# Comité de Vigilancia de los Intelectuales Antifascistas
El Comité de Vigilancia de los Intelectuales Antifascistas (CVIA), fue una organización política francesa fundada en 1934 antes de la Segunda Guerra Mundial. Como su nombre lo indica este Comité reunía a los intelectuales franceses decididos a oponerse al ascenso del fascismo tanto en Francia como en Europa.
El CVIA se fundó en marzo de 1934 como una reacción a la violencia antiparlamentaria del 6 de febrero de 1934. La iniciativa fue de Pierre Gérôme (seudónimo de François Walter), bajo el liderazgo de tres personalidades emblemáticas de la diversidad de la izquierda:
- el etnólogo Paul Rivet, socialista.
- el filósofo y escritor Alain, radical.
- el físico Paul Langevin, cercano al comunismo.

El texto fundador del CVIA es el manifiesto "A los trabajadores" del 5 de marzo de 1934. Sus logros serán remarcables: en pocas semanas este grupo recoge un total de 2300 adhesiones y, a fines de 1934, reúne como participantes a más de 6000 personas (profesores y maestros, escritores, periodistas).

## Personalidades miembros del CVIA

### Dirigentes fundadores
- Pierre Gérôme (seudónimo de François Walter)
- Paul Rivet (etnólogo socialista)
- Alain (filósofo y escritor, radical)
- Paul Langevin (físico, comunista)
- André Delmas (sindicato de los profesores, CGT)
- Georges Lapierre (sindicato de los profesores, CGT)

### Otros miembros
- René Iché
- Frédéric Joliot-Curie
- Paul Nizan
- André Malraux

## Funciones
Al unir en marzo de 1934 a las tres grandes "familias" de la izquierda francesa (los socialistas, radicales, y comunistas), el Comité de Vigilancia de los Intelectuales Antifascistas (CVIA) aparece como el precursor del Frente Popular en tanto logran formar en la izquierda política francesa una conciencia común sobre el máximo enemigo contra el cual actuar: el fascismo, al cual acusan de infiltrarse en la vida política de Francia utilizando grupos de extrema derecha que ya habían participado en los disturbios del 6 de febrero de 1934. 
No obstante, los eventos externos como la guerra civil española, y la anexión de Austria por el Tercer Reich causaron una serie de amargas discusiones entre los integrantes del CVIA, pues si bien todos manifestaban el mismo grado de oposición total al fascismo, no se ponían de acuerdo sobre la actitud a tomar ante los desafíos del momento: algunos intelectuales predicaban la necesidad del pacifismo mientras otros defendían el "uso de la fuerza" ante un ataque fascista desde el interior o del exterior, en tanto que otros más postulaban la necesidad de "fortalecer al Estado burgués" para combatir la amenaza fascista. 
La Conferencia de Múnich de 1938 y sus resultados quebraron seriamente la unidad del Comité de Vigilancia, al advertirse que las potencias fascistas como Italia y Alemania podían ser contenidas mediante el simple apaciguamiento mientras que otros temían un aumento de las amenazas fascistas gracias a las concesiones hechas por Francia y Gran Bretaña en Múnich. La derrota final del bando republicano en la guerra de España y la invasión nazi de Checoslovaquia renovaron entre el CVIA el temor al fascismo, pero mientras socialistas y radicales proponían reforzar la alianza franco-británica, los comunistas cesaban en sus esfuerzos alineándose con la posición de "tolerancia" hacia el fascismo asumida por la URSS tras el Pacto Ribbentrop-Mólotov de 1939, siendo que el inicio de la Segunda Guerra Mundial forzó el cese de las actividades efectivas del "Comité de Vigilancia".